# Asphalt 6: Adrenaline
Asphalt 6: Adrenaline es un videojuego de carreras, desarrollado y publicado por Gameloft como parte de la serie Asphalt. Fue lanzado para iOS el 21 de diciembre de 2010, para Mac OS X el 17 de febrero de 2011, para Android el 15 de junio, for Symbian^3 el 20 julio, para teléfonos móviles el 31 de agosto, para webOS el 3 de septiembre, para BlackBerry PlayBook el 12 de octubre y para Bada 2.0 el 10 de enero de 2012.

## Jugabilidad
La jugabilidad en Asphalt 6: Adrenaline es similar a la de Asphalt 5, con el jugador dando la opción de entre inclinar el dispositivo o tocar los lados de la pantalla para conducir. El juego tiene un modo multijugador, ambos local mediante Wi-Fi y Bluetooth, y global mediante una conexión a internet.
El jugador puede adquirir hasta cinco estrellas por cada carrera, con su rendimiento basado en condiciones puestas previo a la carrera acerca de ambos objetivos primario y secundario, tales como destruir un determinado número de oponentes o derrapar por una determinada cantidad de tiempo.
Una nueva característica en Asphalt 6 es el "modo Adrenalina", el cual es logrado por accionar el nitro mientras el medidor está lleno. Mientras en el modo Adrenalina, el coche del jugador se vuelve virtualmente indestructible; con la habilidad para fácilmente destrozar oponentes en el contacto más leve.

### Vehículos
Hay 42 vehículos con licencia disponibles en el juego. El jugador inicia con MINI John Cooper Works, DMC DeLorean, Abarth 500 SS y Nissan Nismo 370Z. Más coches y algunas motocicletas pueden ser personalizados pintados y tuneados.
Otros vehículos para llegar a ser disponibles cuando el jugador progresa incluyen el Shelby GT500, KTM X-Bow, Tesla Roadster Sport, Audi S5, BMW Z4 sDrive35is, Can Am Spyder, Citroën Survolt, Maserati Gran Turismo S, BMW M3 GTS, Ducati Hypermotard, Bentley GT Speed, Lamborghini Estoque, Ferrari California, Nissan GT-R, Ducati 1198, Ferrari F430 Scuderia, Dodge Viper SRT10 ACR-X, Ruf Rt 12, Mercedes-Benz SLR McLaren Stirling Moss, Lamborghini Gallardo LP 570-4 Superleggera, Ferrari 458 Italia, McLaren MP4-12C, Lamborghini Murciélago LP 670-4 SV, Ruf CTR3, Pagani Zonda Cinque, KTM RC8, Aston Martin One-77 y Bugatti Veyron 16.4 Grand Sport. El coche más rápido disponible para el jugador es el Bentley Speed 8 como por aceleración es Bugatti Veyron 16.4 Grand Sport.
Debido a la posesión de la licencia de Porsche de Electronic Arts, no hay vehículos de Porsche, aunque hay variantes tuneadas por Ruf.

### Locaciones
Las locaciones incluyen Nasáu, Chamonix, Cape Town, Havana, New Orleans, Moscú, Tokio, Los Ángeles, Reikiavik, Nueva York, Monte Carlo y Shanghái. Exclusivos para la versión de Android son Río de Janeiro, Detroit y Hong Kong.

### Eventos
El juego consiste de una variedad de eventos:
- "Carrera Normal": una carrera tradicional de tres vueltas (o dos) donde el jugador inicia desde el fondo de la parrilla, con el objetivo de finalizar 3.º o mayor.
- "Derribo": el jugador debe  derribar oponentes lo más posible dentro del tiempo límite.
- "Eliminación": el jugador debe evitar estar último en un periodo de 30 segundos, ya que el corredor en último lugar es eliminado cuando el tiempo acabe.
- "Contrarreloj": el jugador es el único corredor, y debe completar una serie de números de vueltas antes de que el tiempo acabe.
- "Derrape": similar al modo Contrarreloj, pero con el objetivo de derrapar para una dada cantidad de tiempo.
- "Duelo": una carrera uno a uno, donde el jugador debe finalizar 1st para ganar.
- "Coleccionista": el objetivo del jugador es colectar un dado número de ítems antes de que el tiempo acabe.
- "Bajo Presión" (no disponible en la versión de Java): el jugador debe finalizar la carrera mientras los oponentes intentan eliminar al jugador.
- "Wanted" (sólo disponible en la versión de Java): el jugador debe completar un determinado número de vueltas sin llegar a ser detenido por la policía o chocar ninguna barricada.

## Versión de Java
La versión de Java de Asphalt 6 para teléfonos móviles consta de una leve diferencia de estilo de juego. Aquí, el juego consta de un modo "Free Play", así como un modo "Carrera", donde el corredor debe correr su camino a través de un número de ligas, ganando todas las carreras y desafíos adicionales en cada una, tan como para finalmente llegar a ser "El Señor del Asfalto", para que el juego alcance terminación de 100%.

## Recepción
En su lanzamiento, Asphalt 6: Adrenaline recibió generalmente reseñas favorables. La versión de iOS tiene un agregado de puntuación 79 por 100 en Metacritic, basado en trece reseñas, y 82% en GameRankings, basado en seis reseñas.
Keith Andrew de Pocket Gamer puntuó el juego 9 por 10, discutiendo que la jugabilidad entera es segundo a ninguno; "Es cuando todos los elementos vienen juntos – impulsando, quemando, y humillando a otros jugadores – que Asphalt 6 realmente encuentra su ritmo, entregando el tipo de esencia batiendo experiencia usualmente reducido a corredores adornando la gran pantalla en su sala. Pero así es porque Gameloft no tiene límites cuando llegua a Asphalt 6: Adrenaline. Móvil o no, el afán del juego junta al aprovechar de toda la franquicia de carreras bajo el sol termina entregando una experiencia que supera casi a todos ellos."
Felix Xiao de AppAdvice tuvo una reacción similar, elogiando los gráficos y concluyendo "si estás mirando pues un racer lleno de acción para pasar el tiempo, entonces no mires otro. Asphalt 6 puede proveerles con todo que más mucho más para solo un poco de dólares. Muy mejorado trabajo de arte, otra serie de fantásticos paseos, y una masiva cantidad de juego casi garantía que ganaron nunca les llega a bastar. Por $6.99, Asphalt 6 es un deber comprar para que pueda probablemente quedar el mejor juego de carreras arcade por algún tiempo."
Chris Hall de 148Apps también reaccionó positivamente, dándole una puntuación de 4.5 por 5, y elogiando el tacto del juego; "cuando vas rápido en Asphalt 6, se siente como que estás yendo realmente rápido. El motor engine explota en sonido en altas de RPM y el impulso de adrenalina (turbo) mira como están directo por Tron. Locos efectos de velocidad hacen hacer el juego bastante entretenido, pero no vayas a pensar que vas a ir a ver en el próximo Real Racing 2 [...] No es cuestión de que fans de carreras fans puedan llegar a una patada por Asphalt 6, pero fans de racers arcade pueden amarlo justo un poco más. Los gráficos son sólidos, el sonido es bueno, la mecánicas de conducción son emocionantes (quizás un poco demasiado perdonando pues fans de simulación de carreras), y el juego es justo pura diversión. Si le gustan estos tipos de juegos, you definitivamente no tendrás que lamentar tu compra."
Levi Buchanan de IGN fue ligeramente menos impresionado, premiando el juego una puntuación de 7.5 por 10, y elogiando los gráficos y controles, pero argumentando que la serie Asphalt tiene llegar a ser algo previsible; "Asphalt 6: Adrenaline es un racer arcade  divertido con un manojo de coches y pistas. Si todo lo que  quieres es velocidad y locaciones exóticas, este es el juego para ti. Pero vamos a ser honestos, la serie Asphalt está comenzando a llegar a ser realmente familiar. Aunque es aún fiable diversión, la serie necesita hacer algo la próxima vez otro que justo ofrece más y más."
Deslizar para Play's Andrew Podolsky fue de una opinión similar para IGN, sintiendo la serie misma tiene llegar a ser estancado y puntuando el juego 3 por 4 (la misma puntuación dio a Asphalt 5); "de Gameloft nos tiene en un poco de un unir. Sus juegos consistentemente empujan los límites técnicos del iPhone, con cada nueva iteración en una serie de corrida larga como Asphalt aspecto y sonido mejor que el uno antes. Pero sin un poco más de creatividad, la serie Asphalt está comenzando a sentir como es presumido en segunda marcha. El sexto juego de Asphalt (y el tercero en el iPhone) es otro brillante logro técnico. Los ambientes son todos detallados, coloridos, y distintivos, y detectamos gráfico pop-in o frame rate retardado cuando jugamos en un iPod Touch de 4ta generación. En el mismo tiempo, no es el enorme brinco cortamos de Asphalt 4 a Asphalt 5 [...] Que es realmente ausente desde Asphalt 6: Adrenaline no es el olfato gráfico o bien balanceado progreso de juego. Gameloft tiene fundar una manera para mantener fuera juegos de iPhone que puedan lucir por buenos y sentir como visceral emocionante como blockbusters de Hollywood. Pero como esos blockbusters, somos algunas veces izquierda mirando a un producto que falta de creatividad básica. Con básicamente los mismos eventos como el último juego, hay muy poco incentivo para comprar estos años de Asphalt."